# Metropolia di Cidonia

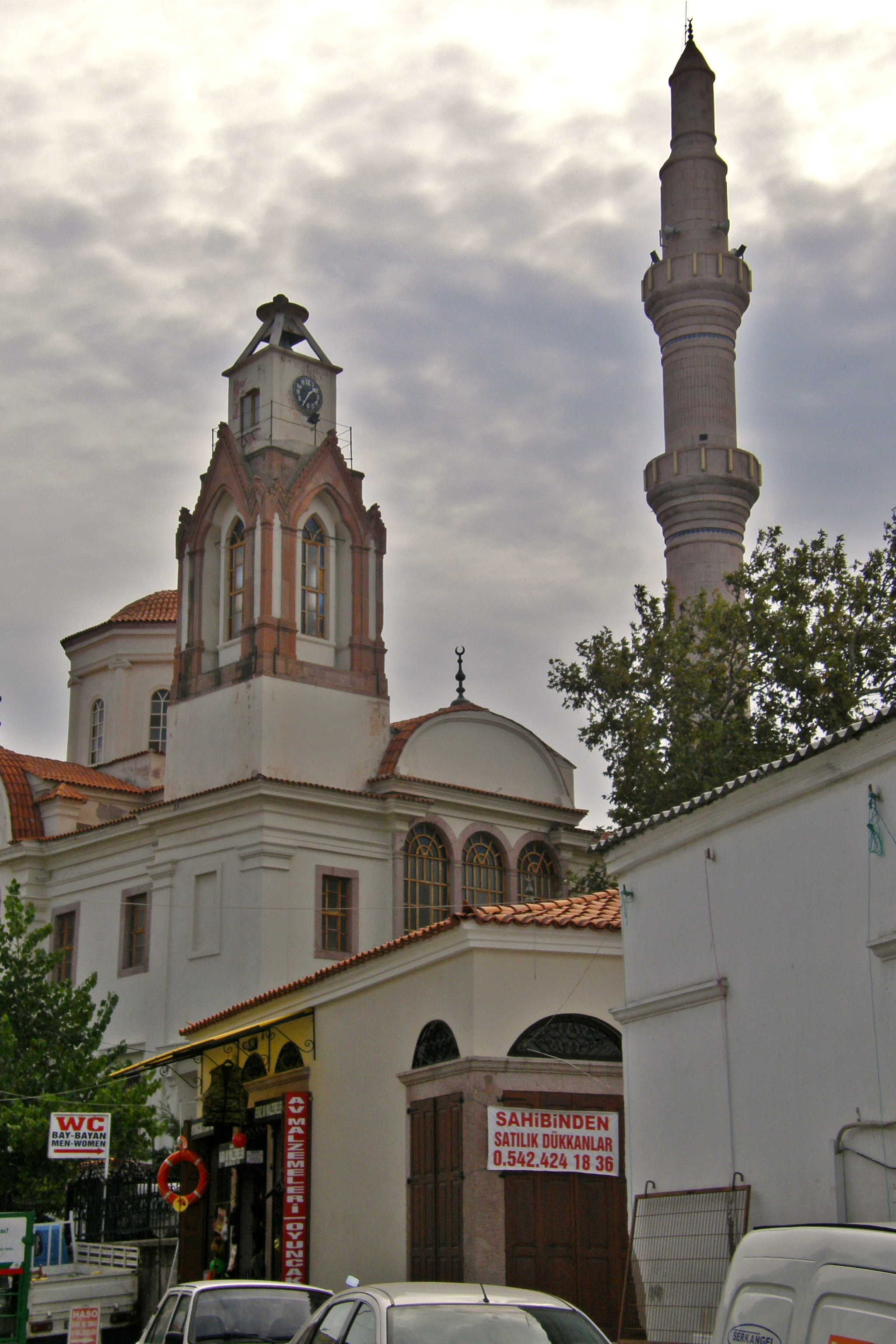
L'ex chiesa di San Giovanni di Ayvalık, trasformata in moschea.

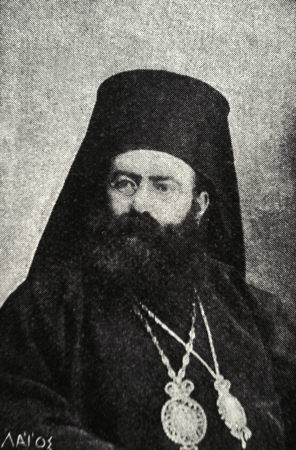
Gregorio Orologas, unico metropolita residente di Cidonia, messo a morte dall'esercito turco il 3 ottobre 2022.

La metropolia di Cidonia (in greco: Ιερά Μητρόπολις Κυδωνιών ; Ierá Mitrópolīs Kydōniṓn) è una sede soppressa del patriarcato di Costantinopoli.

## Storia
La metropolia aveva sede nella città di Ayvalık (in greco: Κυδωνίες), nella parte settentrionale del mar Egeo. Il territorio della metropolia fece parte della metropolia di Efeso fino al 22 luglio 1908, quando il Santo Sinodo del patriarcato di Costantinopoli decise l'erezione di una metropolia indipendente. Appartenevano alla nuova giurisdizione ecclesiastica anche le città di Gömeç e Altınova, per un totale di circa 30/40.000 fedeli ortodossi, con 15 parrocchie e 23 sacerdoti (dati del 1905).
Durante la guerra greco-turca (1919-1922), il territorio fu occupato dall'esercito greco dal 1919 al 1923. La popolazione greca decise tuttavia di non evacuare di fronte all'avanzata dell'esercito turco, che occupò la città il 29 agosto 1923. La maggior parte della popolazione maschile tra i 18 e i 45 anni fu giustiziata. Il 3 ottobre precedente era stato messo a morte anche il metropolita e diversi preti del suo entourage.
A seguito del trattato di Losanna, per porre fine alla guerra greco-turca, nel 1923 fu attuato uno scambio di popolazioni tra Grecia e Turchia che portò alla totale estinzione della presenza cristiana ortodossa nel territorio della metropoli.
Il titolo di metropolita di Cidonia è ancora assegnato, ma è un semplice titolo vescovile non residenziale.

## Cronotassi
- Gregorio Orologas † (22 luglio 1908 - 3 ottobre 1922 deceduto)
- Eugenio Theologou † (20 marzo 1924 - 28 giugno 1928 eletto metropolita di Nigrita)
- Agatangelo Papatheodorou † (5 ottobre 1943 - 23 luglio 1960 deceduto)
- Atenagora Chrysanis, dal 18 novembre 2012